# Saint-Léandre
Saint-Léandre es un municipio parroquial canadiense situado en la provincia de Quebec.

## Superficie
Saint-Léandre tiene una superficie de 104,72 km².

## Demografía
En 2021, tenía 375 habitantes, una densidad poblacional de 3,6 hab./km², y 222 viviendas.